# Traité de Meerssen
 (mai 2022).
Si vous disposez d'ouvrages ou d'articles de référence ou si vous connaissez des sites web de qualité traitant du thème abordé ici, merci de compléter l'article en donnant les références utiles à sa vérifiabilité et en les liant à la section « Notes et références ».
- Royaume de Charles II le Chauve (Francie occidentale)
- Royaume de Louis II le Germanique (Francie orientale)
- Royaume de Louis II d'Italie (Italie)

Le traité de Meerssen (actuellement aux Pays-Bas) est conclu en 870 entre Charles II le Chauve et Louis le Germanique et consacre le partage de la Lotharingie, le royaume de leur neveu Lothaire II.

## Contexte
Le traité de Verdun, en 843 décide du partage de l'Empire carolingien entre les trois fils de Louis le Pieux. L'aîné, Lothaire Ier reçoit la Francie médiane qui est à son tour divisée peu avant sa mort en 855 (lors du traité de Prüm), entre ses trois fils Louis II (Royaume d'Italie), Lothaire II (Lotharingie) et Charles (Provence). Charles de Provence meurt en 863 et sa part est partagée entre ses deux frères Lothaire II et Louis II.
Dès l'entrevue de Metz en mai 868, leurs oncles Charles le Chauve et Louis le Germanique envisagent de se partager les terres de l'ancien empereur Lothaire Ier, alors en possession de ses fils Louis et Lothaire II.

## Le partage
Lothaire II meurt à son tour en 869. Son frère Louis II, qui aurait dû hériter de son royaume, est occupé à combattre les musulmans dans le sud de l'Italie (il prend Bari en 871) et ne peut recueillir son héritage. Ses deux oncles en profitent donc pour s'approprier la Lotharingie et signent un traité à Meerssen pour ce faire. Charles le Chauve acquiert la région jusqu’à la Meuse et le tiers de la Frise sauf Utrecht, ainsi que les régions le long du Rhône et de la Saône. Il annexe Besançon (le reste du Varais passe à Louis le Germanique), le Lyonnais, le Viennois, le Portois, le Sermorens, le Vivarais, l’Uzège, c’est-à-dire la portion de la succession de Charles de Provence qui était échue à Lothaire II en 863. Il perd Aix-la-Chapelle et Metz, mais la possession de Besançon et de Grenoble lui ouvre la route de l’Italie. Louis le Germanique obtient les deux tiers de la Frise avec Utrecht et Maastricht, les pays de la rive droite de la Meuse, à l'est de l'Ourthe et de la Moselle avec Metz et le long du Rhin (Aix-la-Chapelle, Sarre, Alsace) et le nord du Jura.
Malgré ses protestations et le soutien du pape Adrien II, Louis II ne réussit pas par la suite à récupérer son héritage et meurt en 875.
En 880, par le traité de Ribemont, les petits-fils de Charles le Chauve cèdent leur part de la Lotharingie à Louis III de Germanie (dit aussi Louis le Jeune), fils de Louis le Germanique, qui recueille ainsi l'ensemble de la Lotharingie.

## Partitions successives de l'Empire carolingien

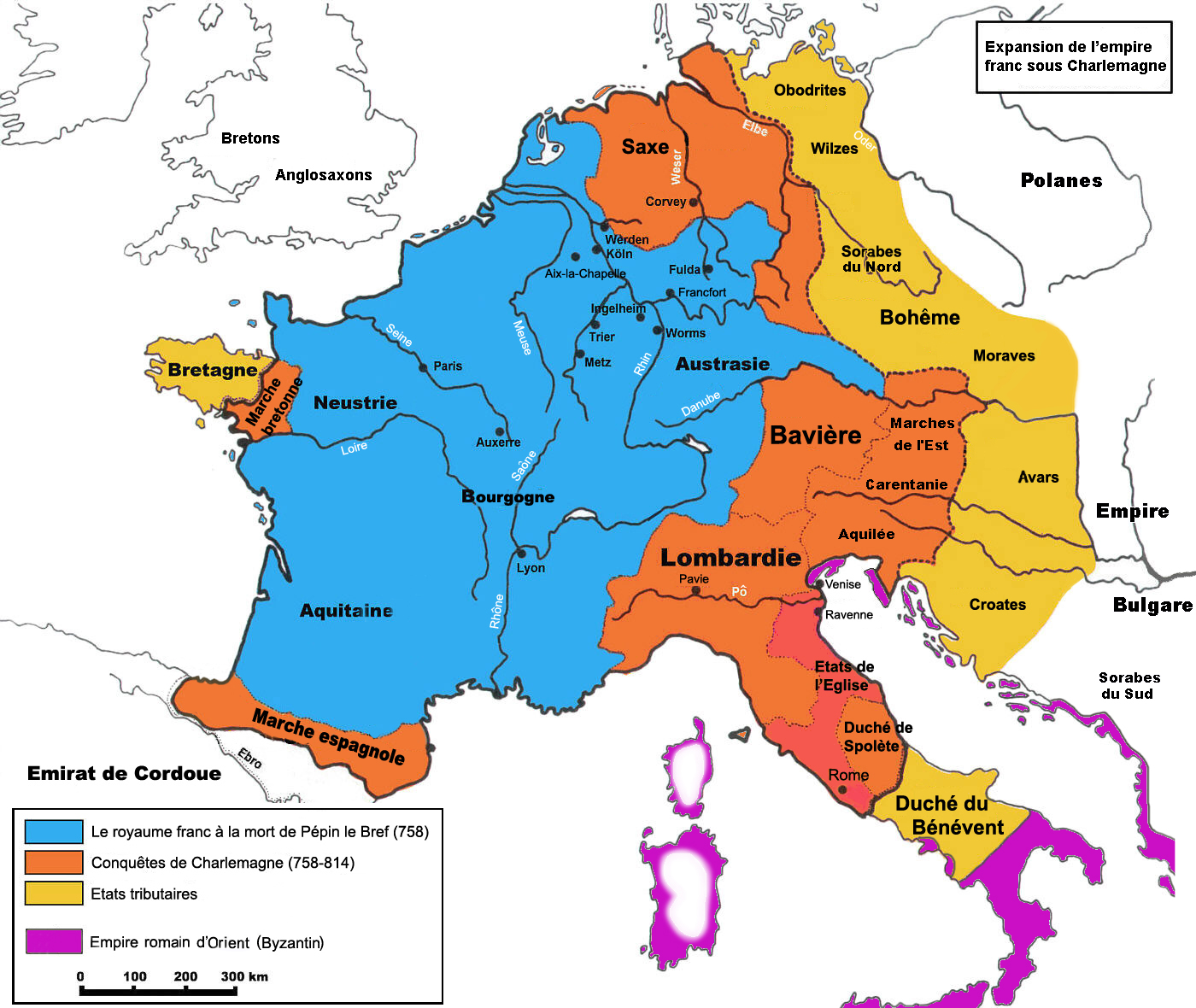
Extension de l'Empire carolingien sous Charlemagne (768-814).
Traité de Verdun (843) : l'Empire carolingien est divisé entre les trois fils de Louis le Pieux : Charles II le Chauve (Francie occidentale), Lothaire Ier (Francie médiane) et Louis II de Germanie (Francie orientale).
Traité de Prüm (855) : la Francie médiane est divisée entre les 3 fils de Lothaire Ier : Lothaire II de Lotharingie, Charles de Provence et Louis II d'Italie.
Traité de Meerssen (870) : Charles II le Chauve (Francie occidentale) et Louis II le Germanique (Francie orientale) se partagent le royaume de leur neveu Lothaire II : la Lotharingie (Nord de la Francie médiane).
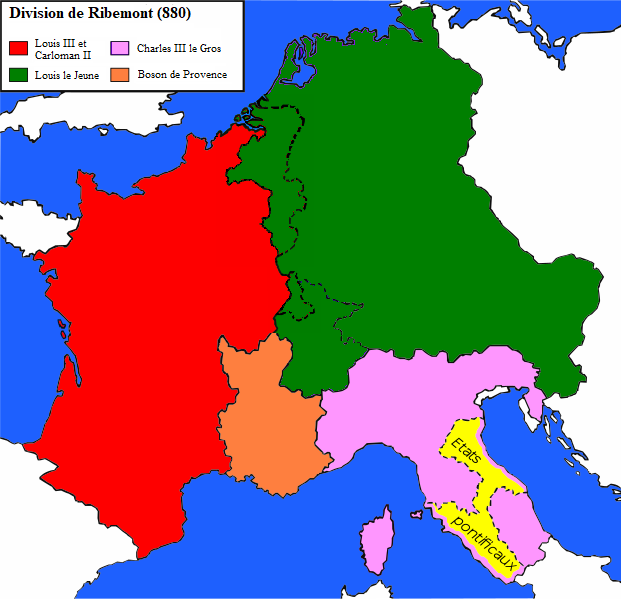
Traité de Ribemont (880) : pour lutter plus efficacement contre Boson de Provence, Louis III de France et Carloman II accordent la totalité de la Lotharingie à Louis III le Jeune en échange de sa neutralité dans le conflit.